# Celia Rees
Pour les articles homonymes, voir Rees.
Œuvres principales
- Journal d'une Sorcière
- Vies de Sorcières

Celia Rees, née le 17 juin 1949 à Solihull dans les Midlands de l'Ouest, est une romancière anglaise.

## Enfance
Son père est le directeur d'une école primaire tandis que sa mère est femme au foyer, s'occupant d'elle et de son frère aîné, Roy.
Élève de la Tudor Grange Grammar school for Girls, elle étudie l'Histoire et les Sciences Politiques à l'Université de Warwick avant d'obtenir un master en éducation à l'Université de Birmingham. Elle travaillé comme professeur d'anglais dans les collèges de Coventry pendant dix ans. 

## Carrière
Celia Rees écrit majoritairement pour les adolescents dont le premier Every Step You Take sorti en 1993 en Angleterre. Lors de ses premiers écrits, elle continua de travailler dans l'éducation avant de finir par la quitter pour écrire à temps plein en 1997.
Son premier roman traduit en français est Journal d'une sorcière (The Witch Child) en 2002 qui a reçu en 2003 le Prix Sorcières du roman pour adolescents. Ses ouvrages ont été traduits dans plus d'une vingtaine de langues.

## Œuvres

### Traduites en français
- Tuer n'est pas jouer, Le Livre de Poche, 2005 ((en) Truth or Dare, 2000)
- Journal d'une Sorcière, Seuil Jeunesse, 2002 ((en) Witch Child, 2000)
- Vies de Sorcières, Seuil Jeunesse, 2003 ((en) Sorceress, 2002)
- Mémoire d'une Pirate, Seuil Jeunesse, 2004 ((en) Pirates!, 2002)
- Le testament de Stone, Seuil Jeunesse, 2008 ((en) The Stone Testament, 2007)
- La ballade de Sovay, Seuil Jeunesse, 2009 ((en) Sovay, 2008)
- Illyria, Seuil Jeunesse, 2010 ((en) The Fool's Girl, 2010)
- Malédiction du sang, Seuil Jeunesse, 2011 ((en) Blood Sinister, 1996)